# Sùng Tín
Sùng Tín (chữ Hán phồn thể: 崇信縣, chữ Hán giản thể: 崇信县, bính âm: Chóngxìn Xiàn, âm Hán Việt: Sùng Tín huyện) là một huyện thuộc địa cấp thị Bình Lương, tỉnh Cam Túc, Cộng hòa Nhân dân Trung Hoa. Huyện Sùng Tín có diện tích 851 km², dân số năm 2004 là 90.000 người. Mã số bưu chính của huyện Sùng Tín là 744200. Về mặt hành chính, huyện này được chia ra các đơn vị hành chính gồm 2 trấn, 6 hương.
- Trấn: Cẩm Bình, Tân Diêu.
- Hương: Cửu Công, Bách Trại, Đồng Thành, Hoàng Hoa và Mộc Lâm.